# Lemmus amurensis
Lemmus amurensis är en däggdjursart som beskrevs av Boris Stepanovich Vinogradov 1924. Lemmus amurensis ingår i släktet äkta lämlar, och familjen hamsterartade gnagare. IUCN kategoriserar arten globalt som livskraftig. Inga underarter finns listade.
Denna lämmel förekommer i östra Sibirien från Amurbäckenet till Kamtjatka. Habitatet utgörs av öppna områden inom taigan och av den arktiska tundran. Födan utgörs främst av mossor samt av ljung och arter av ullsläktet (Eriophorum). Lämmeln äter även några insekter. Honor har två till fyra kullar under den varma årstiden. Per kull föds 3 till 9 ungar.
Arten blir 8,6 till 11,9 cm lång (huvud och bål), har en 1,0 till 1,5 cm lång svans och väger 16,2 till 51 g. Jämförd med sibirisk lämmel är pälsfärgen intensivare och dessutom är Lemmus amurensis mindre. På ovansidan förekommer brun päls och undersidan är gråaktig. Inslag av röd kan förekomma på olika ställen. Denna lämmel har en mörk längsgående strimma på ryggens topp. Antalet spenar hos honor är åtta.
Honor som föds tidig under våren kan ha en kull under samma år.